# Piotr Gołębiowski
Piotr Gołębiowski (ur. 10 czerwca 1902 w Jedlińsku, zm. 2 listopada 1980 w Nałęczowie) – polski duchowny rzymskokatolicki, biskup pomocniczy sandomierski w latach 1957–1968, administrator apostolski diecezji sandomierskiej w latach 1968–1980. Sługa Boży Kościoła katolickiego.

## Życiorys
Urodził się w Jedlińsku. Ukończył Państwowe Gimnazjum w Radomiu. Następnie studiował w seminarium duchownym w Sandomierzu. Jako kleryk wysłany został na studia specjalistyczne do Rzymu na Papieski Uniwersytet Gregoriański. Ukończył studia z najwyższym wyróżnieniem – summa cum laude. W czasie studiów, 12 października 1924, otrzymał w katedrze sandomierskiej święcenia kapłańskie z rąk biskupa Pawła Kubickiego. Ukończywszy w 1928 studia, rozpoczął pracę jako wikariusz w sandomierskiej katedrze.
Następnie został mianowany profesorem seminarium. W 1930 otrzymał miano ojca duchownego kleryków. W czasie II wojny światowej objął parafię w Baćkowicach, gdzie przeżył okupację. Potem pracował jako rektor kościoła Świętej Trójcy w Radomiu. Był również proboszczem i dziekanem parafii św. Floriana w Koprzywnicy. W 1950 jako kanonik kapituły katedralnej wrócił do Sandomierza. Oddał się tam pracy profesorskiej w seminarium.
28 lipca 1957 przyjął sakrę biskupią, zostając biskupem pomocniczym diecezji sandomierskiej. Jako stolicę tytularną otrzymał Panium. W 1967, po śmierci biskupa Jana Kantego Lorka, został wybrany wikariuszem kapitulnym. 26 lutego 1968 z woli papieża Pawła VI został mianowany administratorem apostolskim z prawami biskupa ordynariusza diecezji sandomierskiej, którą kierował do śmierci.
W 1968 zorganizował obchody 150-lecia istnienia diecezji sandomierskiej, a w 1970 seminarium. Przeprowadził trzy koronacje obrazów Matki Bożej słynących łaskami: Studzianna (1968), Wysokie Koło (1974) i Błotnica (1977). Odprawił rekolekcje trzeźwościowe w diecezji sandomierskiej (1978/1979).
2 listopada 1980 zmarł niespodziewanie w Nałęczowie podczas odprawiania mszy. Został pochowany w katedrze sandomierskiej.
Proces beatyfikacyjny biskupa Piotra Gołębiowskiego prowadzi diecezja radomska.